# Walter A. Noebel
Walter Arno Noebel (* 1. Oktober 1953 in Köln; † 2. Juli 2012 in Berlin) war ein deutscher Architekt und Universitätsprofessor.

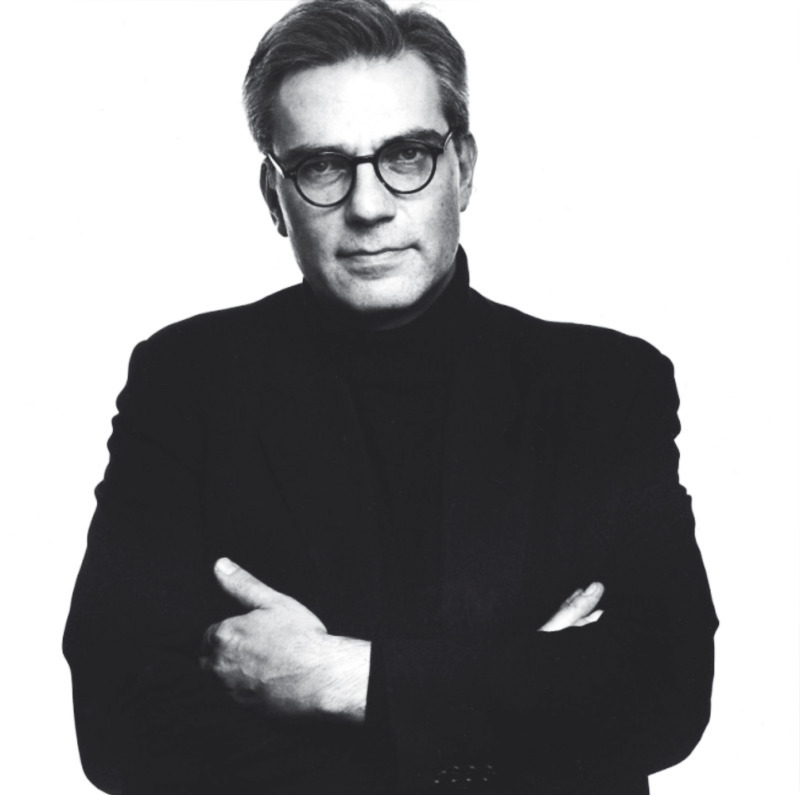
Walter A. Noebel

## Werdegang
Walter A. Noebel studierte von 1971 bis 1977 Architektur an der TU Berlin und war Tutor bei Hans Reuther. Anschließend arbeitete er bis 1979 bei Fehling Gogel in Berlin, von 1979 bis 1982 bei Oswald Mathias Ungers in Frankfurt am Main und von 1982 bis 1986 bei Vittorio Gregotti in Mailand. Zwischen 1984 und 1988 betrieb er ein eigenes Architekturbüro in Mailand und gründete 1989 ein Architekturbüro in Berlin. Noebel lehrte bei Luigi Snozzi an der EPF Lausanne (1986–89), als Gastdozent an den Internationalen Sommerakademien in Herne, Karlsruhe, Bergamo und Neapel (1989–98), als Gastdozent an der ETH Zürich (1992–94), als Gastdozent an der Universität Hannover (1998/99), als Gastprofessor an der Universität Bologna (2006–07) und als Professor an der TU Dortmund (2001–12) sowie als Architekt der Volkswagen-Bibliothek der TU Berlin.
Er war verheiratet und Vater von zwei Söhnen und einer Tochter. Sein Grab befindet sich auf dem Waldfriedhof Dahlem.

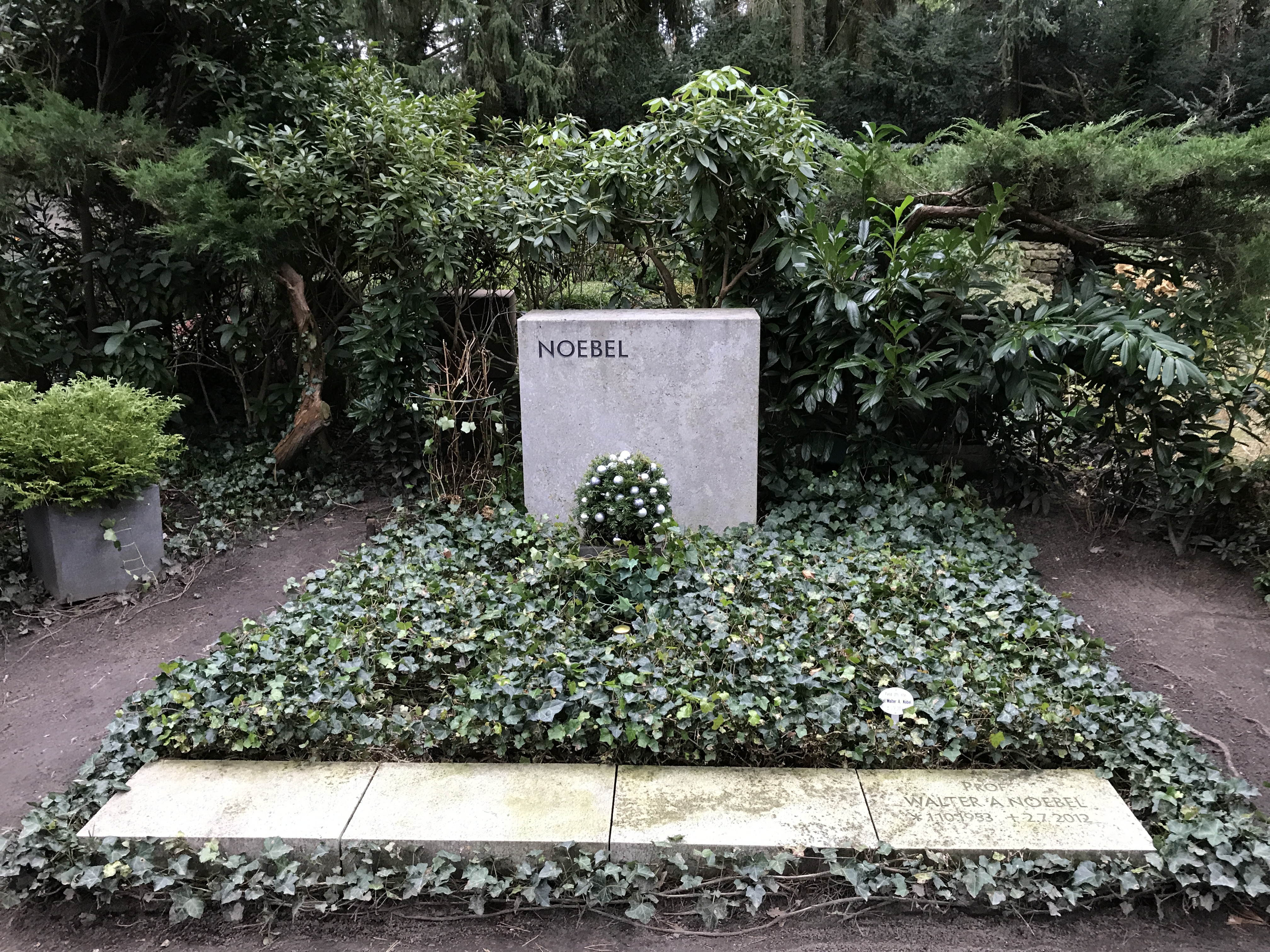
Grabstätte

## Bauwerke
- 1993–97: Spandauer-See-Brücke in der Wasserstadt Spandau in Berlin-Hakenfelde / Berlin-Haselhorst
- 1996–99: Brillat-Savarin-Oberschule in Berlin-Weißensee
- 1997: Haus am Bundesrat, Wohn- und Geschäftshaus am Leipziger Platz in Berlin
- 1998–2002: Masterplan und Neubau zweier Messehallen der Messe Padua (mit Franco Stella)
- 2002–03: Verbandshaus der Arbeitgeber Gesamtmetall in Berlin[5]
- 2002–04: Zentralbibliothek der TU und UdK Berlin
- 2009–12: Rathausbrücke in Berlin
- Zentrum Hellersdorf

## Ehrungen
- 1976: Jahresstipendium des Deutschen Akademischen Austauschdiensts (DAAD), Aufenthalt in Florenz

## Schriften
- Deklinationen. Gebr. Mann, Berlin 1996, ISBN 3-7861-1950-3.
- (mit Jonas Geist und Giovanni K. Koenig): Fehling + Gogel. Ein Berliner Architekturbüro 1953–1990. Architekturmuseum Basel, Basel 1998, ISBN 3-905065-31-2.
- Oswald Mathias Ungers. Die Thematisierung der Architektur. Niggli, Sulden 2011, ISBN 3-7212-0698-3.